# Torrent del Prat (Granera)

El Torrent del Prat, respecte del terme de Granera

El Torrent del Prat és un torrent del terme municipal de Granera, al Moianès.
Està situat a la zona central del terme, al sud-est del poble de Granera. Es forma pràcticament a ran de la carretera BV-1245, en el seu punt quilomètric 9, des d'on davalla cap al sud, fent amples revolts cap al sud-est, principalment. Travessa el Prat de Bigues, voreja pel nord-est el Camí de la Riera, i s'aboca en el torrent de la Riera a llevant del Camí de la Riera i al nord de l'Hort del Pi.